# Aphiura tasmaniensis
Aphiura tasmaniensis är en tvåvingeart som beskrevs av Ronald Henry Lambert Disney 2003. Aphiura tasmaniensis ingår i släktet Aphiura och familjen puckelflugor. Inga underarter finns listade i Catalogue of Life.